# Ernst Jencquel
Ernst Ascan Jencquel (Amburgo, 11 gennaio 1879 – Amburgo, 27 dicembre 1939) è stato un canottiere tedesco.
Partecipò ai Giochi della II Olimpiade che si svolsero a Parigi nel 1900. Con la sua squadra, il Germania Ruder Club, prese parte alla gara di otto, dove giunse quarto.